# Hendekaszillabus
Hendekaszillabusnak nevezzük azt az időmértékes verselésben írott verset, mely 11 (hendeka-)szótagból áll. Verselését tekintve lehet hatodfeles trochaikus vagy jambikus, vagy trochaikus, ahol az egyik lábnak kötelezően daktilusnak kell lennie.
Főleg az ókori görög lírára volt jellemző, ám a későbbi római költők pl.: Catullus, Horatius is alkalmazták, mígnem az olasz költészet meghatározó sora lett pl.: Dante, Petrarca, Ludovico Ariosto, Torquato Tasso.
Például:
— — | — ∪∪|—∪|—∪|—∪
Trochaikus, az első trocheust spondeust helyettesíti, s megtalálható benne a daktilusz a 2. verslábban.

## Speciális esetek
Az úgynevezett logaédi versformák egy csoportját alkotják, amelyekben a trocheust választották alapvető mértéküknek, melyek közül egy, vagy két ütem daktilusszá alakul. Ez a kyklikus daktilusz. Ezek 11 szótagúak, tehát hendekaszillabusok, de a logaédi versformák közé tartoznak a nem 11 szótagú szapphói-, alkaioszi forma és a glükóni szerkezetek is.

### Phalaikoszi
A phalaikoszi (vagy falékoszi) sor a tizenegy szótagját egy glükóni kolónból (XX—∪∪—∪—) és egy bacchiusból (∪— —) építi fel. A Glükön, ókori görög költőről elnevezett egységben a két kezdő szótag az ún. "aiol bázis" vagyis nincs megkötve mely verslábak kerülhetnek oda.
A sort eredetileg Szapphó találta fel, de az ő nevét már viseli egy hasonló sor, ahol nem a második, hanem a harmadik trocheusz válik daktilusszá. A mai elnevezése Phalaecus alexandriai költőről ered, aki gyakran használta önálló sorként verseiben.
A magyar költészetben Kazinczy Ferenc használta a Virág enyelgő költeményekben.
Például:
X X | — ∪∪|—∪|—∪|— —

### Szapphói
A szapphói hendekaszillabus Szapphó, Leszbosz szigetéről származó görög költőnőről lett elnevezve, aki gyakran alkalmazta verseiben, például a Lesbia madárkája című állatsirató versében.
Trocheusokra épül, melyek közül a harmadikat helyettesíti daktilusz, hogy kijöjjön a 11 szótag.
Képlete:
— ∪|— ∪|—∪∪|—∪|— —
Például:
„…Gyorsan érkeztek veled, és mosoly járt…”
(Szapphó: Aphroditéhoz)
A versből származó sor 11 szótagú, ritmusképlete:
— ∪|— — | — ∪∪|—∪|— —
Két trocheust kivált egy-egy spondeusszal. A daktilusz elhelyezkedése a soron belül kötetlen.

### Alkaioszi
Az alkaioszi strófát felépítő sorok közül a nagy alkaioszi sor az alkaioszi hendekaszillabus, 11 szótagú, ritmusképlete pedig: X — ∪ — X | — ∪ ∪ — ∪ —
Az X tetszőleges hosszúságú szótagot jelöl a sorszerkezetben, állhat helyén hosszú, illetve rövid szótag is.
Például:
”Nem értem ésszel, honnan is ér a szél,
mert egyszer innen zúdul az ár felénk,
majd onnan - így futunk e kettő
vész közepette sötét hajónkkal.”
(Alkaiosz: Az állam hajója)
A negyedik sor 10 szótagból álló kis alkaioszi sor, a harmadik sor kilenc szótagú ötödfeles jambus, az első két sor pedig hendekaszillabus nagy alkaioszi sor. Képlete:
— — ∪ — — | — ∪ ∪ — ∪ —

## Alkalmazása

### Strambotto
Olasz eredetű versforma, mely nyolc sorból áll, melyek 11 szótagból állnak.  Az oktáva kezdetleges formája, egyike a legelső itáliai versformáknak. Rímképlete: AABBCCDD. Az oktávában ez módosul 2 keresztrímre.
A reneszánsz idején is virágzott, főleg Szicíliában és Toszkánában. Több változata kialakult, Toszkánában a „strambotto toscan”, a toszkán strambotto. Ez rímképletében tért el az eredetitől: ABABABCC, az oktáva és a strambotto között helyezkedik el. Legkésőbb kialakult változata a strambotto romagnuolo, az ABABCCDD képlettel.

### Oktáva
Nyolcsoros itáliai eredetű versforma, melyet eredetileg hendekaszillabusban írtak, jambikus 11-esben főleg. Később felváltotta a különböző jambikus sorok (pl.: 10-es, 8-as váltakozása).
Speciális változata a  szicíliai oktáva, vagy nápolyi oktáva, mely később is megőrizte hendekaszillabus lüktetését. Rímképlete keresztrímek: ABABABAB.  Giovanni Boccaccio Epitaffio di Giulia Topazia című oktávája jól példázza:
Qui, d'Atropos il colpo ricevuto,
giace di Roma Giulia Topazia,
dell'alto sangue di Cesare arguto
discesa, bella e piena d'ogni grazia,
che, in parto, abbandonati in non dovuto
modo ci ha: onde non fia giá mai sazia
l'anima nostra il suo non conosciuto
Dio biasimar che fè sí gran fallazia.
Dőlt betűvel (B) és félkövérrel (A) megerősítve a sorok végén összecsengő szótagok.

### Stornello
Toszkána és Lazio itáliai területekre jellemző népies hangvételű háromsoros vers. Jellemző rá a rögtönzés, az alkalmi költészet csoportjába tartozik. Rímképlete: AxA („x” a rímtelen sor)
Az első sora fogalmazza meg a vers lényegét általában 5 szótagban. Jellemző rá az allegória, a metafora, az első sorban megnevezett virágmetaforát, gondolatot fejti ki a 2. és a 3. sor, amik már 11 szótagúak, hendekaszillabusok.
Francesco Dall'Ongaro olasz költő munkásságára a legjellemzőbbek a stornellók, 1847–61 írt verseskötetében foglalkozik velük.

### Terzina
A terzina (vagy tercina) az olasz líra terméke, így sorai kezdetben hendekaszillabusok voltak. Magyar fordításban főleg 10-es és 11-es jambikus sorokban fordítják. Rímképlete: ABA BCB CDC…
A rímek lévén végtelen számú 3-3 soros versszakok kapcsolódhatnak össze, így nagylélegzetű művek alapjául szolgálhat a tercina.
Pl.:

A sok sebnek, a sebhedt sokaságnak
láttán szemeim úgy megrészegedtek,
hogy csak pihenni és csak sírni vágytak.
De költőm szólt: „Mi baja a szemednek?
hogy oly merően mélyed a bugyorba
láttára e bús, nyomorék seregnek?
Nem tetted ezt ennyire más pokolba.
Tudd meg: e völgy huszonkét hosszu mérföld -
minden lakóját vágynád látni sorba?”